# Львов, Дмитрий Семёнович (генерал)
Князь Дмитрий Семёнович Львов (1775 — 23 декабря 1834 года) — генерал-майор русской императорской армии из рода Львовых. Брат Марии Бахметевой — фаворитки графа Алексея Орлова-Чесменского, адъютантом которого был их брат Владимир Семёнович; дядя князя В. В. Львова.

## Биография
Родился, по некоторым сведениям, 6 (17) июля 1765 года в семье статского советника князя Семёна Сергеевича Львова (1736—1824) и его жены Екатерины (Елизаветы?), дочери премьер-майора Никиты Яковлевича Иевлева. 
В восьмилетнем возрасте был записан в лейб-гвардии Измайловский полк. Действительную службу начал в 1782 году сержантом; в 1789 году был произведён в поручики. Во время русско-шведской войны 1788—1790 служил в Гребной флотилии, отличился в морских сражениях при Роченсальме и Выборге.
С 1792 года вновь в армии, участвовал в подавлении польского восстания под предводительством Костюшко, в 1794 году отличился при штурме Праги (предместье Варшавы); в январе 1793 года был произведён в чин капитана, с назначением командиром мушкетерской роты. С 1795 года — командир Белёвского мушкетёрского полка, с 1797 года — в отставке.
В 1806 году сформировал в Калужской губернии «земское войско», с 1810 года служил по выборам дворянства председателем совестного суда Калужской губернии. В Отечественную войну 1812 года командовал сводным полком ополченцев Перемышльского уезда Калужской губернии. С февраля 1813 года — командир Калужского ополчения. В ходе заграничных походов 1813—1814 годов командовал дивизией при осаде крепостей Модлин и Данциг. С начала 1815 года в отставке.
Известен как страстный коллекционер живописи (из-за чего впал в долги), владел собранием картин главным образом западноевропейских мастеров. Похоронен в Даниловском монастыре в Москве.

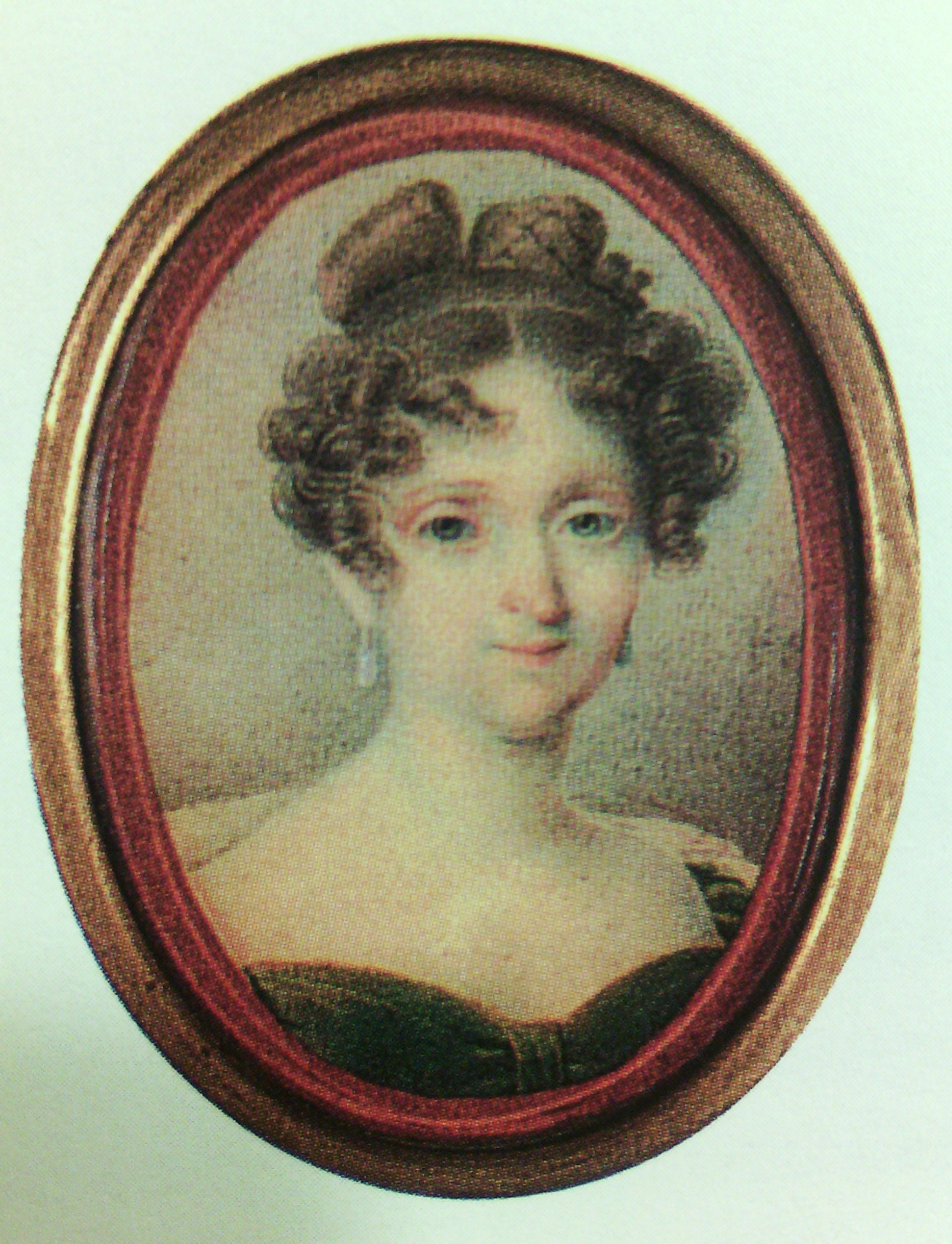
Евдокия Львова, дочь

## Семья
От брака с Марией Александровной Павловой (1776—1812?) имел детей:
- Евдокия Дмитриевна (1796—1825), была первой женой сенатора Н. А. Небольсина (1785—1846).
- Александр Дмитриевич (1800—1866), действительный статский советник, гофмейстер, от брака с княжной Марией Андреевной Долгоруковой (1805—1886), сестрой князя В. А. Долгорукова, имел одиннадцать детей. Его внук А. Д. Львов.
- Андрей Дмитриевич (180. —1834), с 1824 года служил в Конной гвардии корнетом, с 1831 года адъютант у князя И. Ф. Паскевича, с 1833 года — ротмистр; за Польскую кампанию награждён орденом Св. Владимира 4 степени с бантом.
- Екатерина Дмитриевна (1803—06.06.1818[4]), умерла от чахотки.